# غولديلوكس والدببة الثلاثة
غولديلوكس والدببة الثلاثة (بالإنجليزية: Goldilocks and the Three Bears)‏ (العنوان الأصلي: قصة الدببة الثلاثة) هي حكاية خرافية بريطانية من القرن التاسع عشر توجد ثلاثة إصدارات منها. تحكي النسخة الأصلية من الحكاية عن امرأة عجوز سيئة السلوك تدخل منزل ثلاثة من الدببة أثناء تواجدهم خارجه. تجلس على كراسيهم، وتأكل بعضاً من ثريدهم، وتنام على أحد أسِرتهم. عندما تعود الدببة وتكتشفها، تستيقظ وتقفز من النافذة، ولا تُرى مرة أخرى. استبدلت النسخة الثانية للحكاية المرأة العجوز بفتاة صغيرة تدعى غولديلوكس (Goldilocks).
ما كان في الأصل حكاية شفوية مخيفة أصبح قصة عائلية حميمة مع القليل من الخطر. أثارت القصة تفسيرات مختلفة وتم تكييفها مع الأفلام والأوبرا ووسائل الإعلام الأخرى. تعتبر واحدة من أشهر القصص الخيالية في اللغة الإنجليزية.

## القصة

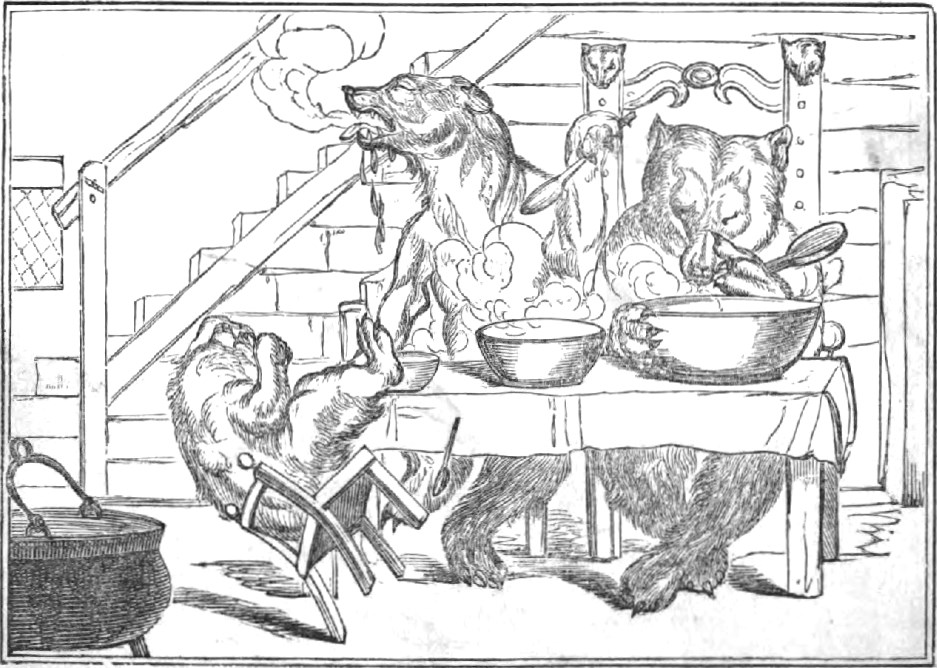
رسم توضيحي في الطبعة الثانية من "قصة الدببة الثلاثة"، 1839

في رواية روبرت ساوذي للحكاية، يعيش ثلاثة دببة مجسمة -«دب صغير، ودب متوسط الحجم، ودب ضخم الحجم» - معًا في منزل في الغابة. يصفهم ساوذي بأنهم طيبون للغاية، واثقون، وغير ضارون، ومرتبون، ومضيافون. كل من هذه الدببة «العازبة» لها وعاء عصيدة وكرسي وسرير. في يوم من الأيام، يصنعون العصيدة على الإفطار، لكن الجو حار جدًا ولا يمكن تناوله، لذلك يُقرّرون المشي في الغابة بينما تبرد العصيدة. تقترب امرأة عجوز من منزل الدببة. توصف العجوز بكونها وقحة، وسيئة، وكريهة الفم، وقبيحة، وقذرة، ومتشردة، يستوجب أن تقضي فترة في بيت التصحيح. تنظر من خلال النافذة، وتختلس النظر من خلال ثقب المفتاح، وترفع المزلاج. تتأكّد من عدم وجود أحد في المنزل، فتقوم بالدخول. تأكل المرأة العجوز عصيدة الدب الصغير، ثم تجلس في كرسيه وتكسره، تنتقل بعدها إلى أسِرّة الدببة وتنام في سرير الدب الصغير. في نهاية الحكاية عندما تعود الدببة، يجد الدب الصغير وعاءه فارغا، وكرسيه مكسورا، والمرأة العجوز نائمة في سريره، فيبدأ بالبكاء وهو يقول: «شخص ما كان مستلقيًا على سريري، وها هي هنا»، تستيقظ المرأة العجوز، ثم تقفز من النافذة، وتختفي بعد ذلك.

## أصل الحكاية

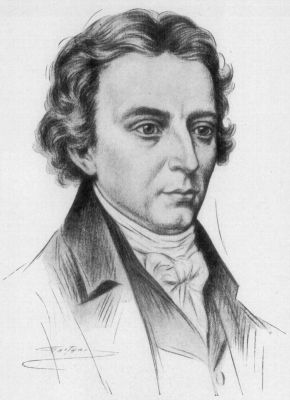
روبرت ساوذي

تم تسجيل القصة لأول مرة في شكل سردي من قبل الكاتب والشاعر الإنجليزي روبرت ساوذي، ونُشرت لأول مرة دون الكشف عن هويتها باسم «قصة الدببة الثلاثة» في عام 1837 في مجلد من كتاباته بعنوان الطبيب. في العام نفسه الذي نُشرت فيه حكاية ساوذي، تم تصوير القصة من قبل المحرر جورج نيكول، الذي اعترف بالمؤلف المجهول للدكتور على أنه «المخترع الأصلي العظيم» للقصة.  تم توضيح نسخة نيكول بنقوش بقلم بي هارت (بعد «سي جيه»)، وأعيد إصدارها في عام 1848 مع تحديد ساوذي كمؤلف القصة.
كانت قصة الدببة الثلاثة متداولة قبل نشر قصة ساوذي. في عام 1813، على سبيل المثال، كان ساوذي يروي القصة لأصدقائه، وفي عام 1831 صممت إليانور مور كتيبًا يدويًا عن الدببة الثلاثة والمرأة العجوز بمناسبة عيد ميلاد ابن أخيها هوراس بروك. يختلف ساوذي عن مور في التفاصيل. دببة ساوذي لديها عصيدة، لكن عند مور لها حليبا،  ليس لدى المرأة العجوز عند ساوذي أي دافع لدخولها المنزل، ولكن عند مور فالعجوز تنزعج عندما يتم رفض زيارتها؛  تهرب العجوز عند ساوذي بعيدًا عند اكتشافها، لكن عند مير فالعجوز تُعلّق على برج كاتدرائية القديس بولس.
يشير إيونا وبيتر أوبي إلى أن الحكاية لها «تناظرية جزئية» مع حكاية بياض الثلج: تدخل الأميرة المفقودة منزل الأقزام، وتتذوق طعامهم، وتنام في أحد أسِرّتهم. وبطريقة مشابهة للدببة الثلاثة، تصرخ الأقزام، «كان أحدهم جالسًا على كرسيي»، «شخص ما كان يأكل من طبقي!»، و«شخص ما كان ينام في سريري!».
يُشيران أيضا إلى وجود أوجه تشابه مع حكاية نرويجية حول أميرة تلجأ إلى كهف يسكنه ثلاثة أمراء روس، يرتدون ملابس من جلد الدب. تأكل طعامهم وتختبئ تحت السرير.
في عام 1865، أشار تشارلز ديكنز إلى قصة مماثلة في رواية صديقنا المشترك، ولكن في تلك القصة، ينتمي المنزل إلى العفاريت بدلاً من الدببة. ومع ذلك، تشير إشارة ديكنز إلى مصدر أو تناظرية لم يتم اكتشافها بعد.

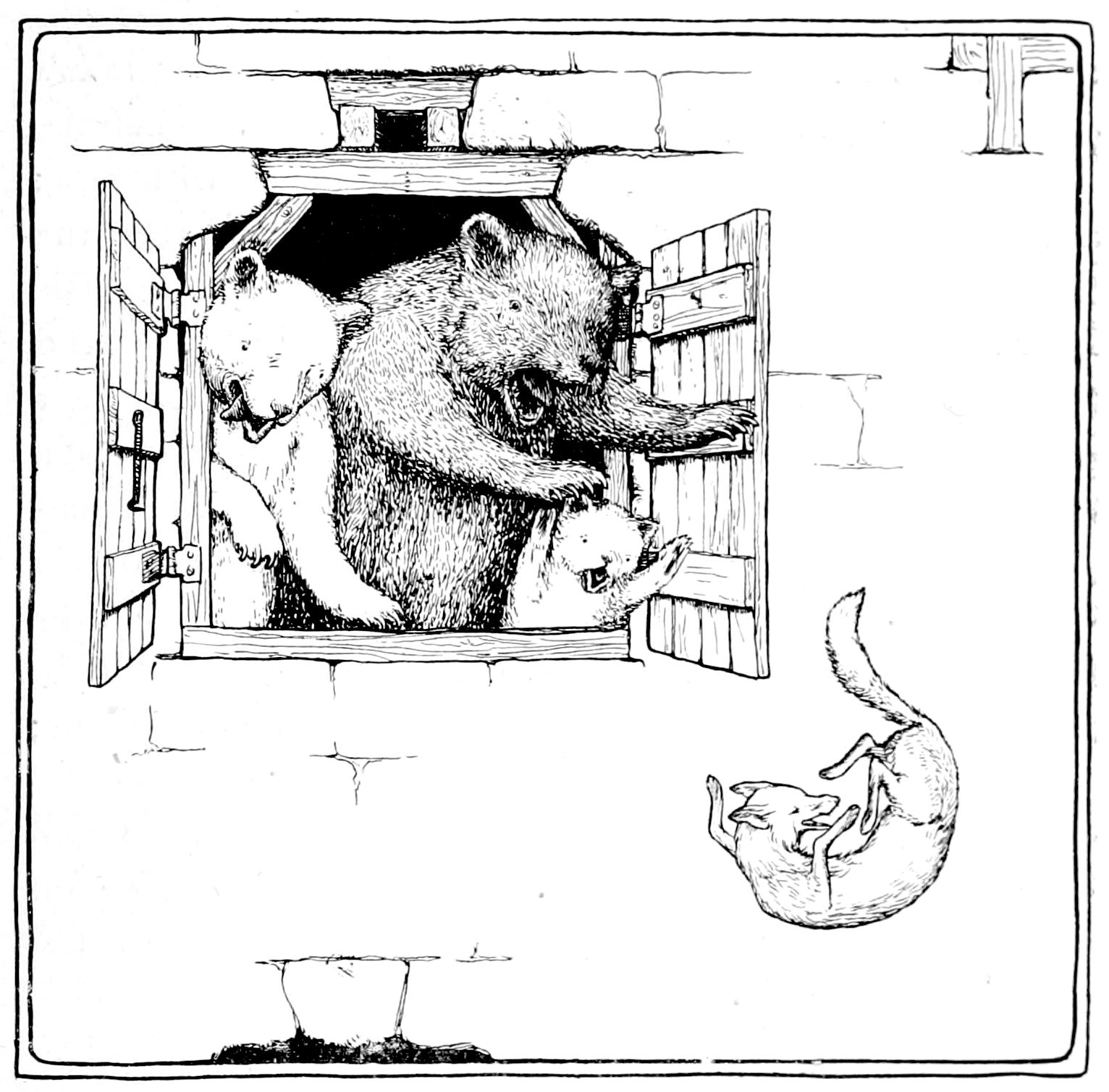
رسم "Scrapefoot" لجون د. باتن، 1895

في عام 1894، اكتشف عالم الفولكلور جوزيف جاكوبس قصة سكرابفوت "Scrapefoot"، وهي حكاية ثعلب لها أوجه تشابه مع قصة ساوذي، وقد تسبق نسخة ساوذي في النقل الشفهي. تذكر بعض المصادر أن الرسام جون د. باتن أبلغ في عام 1894 عن رواية مختلفة للحكاية، تتحدث عن عيش ثلاثة دببة في قلعة في الغابة، يزورهم ثعلب يُدعى سكرابفوت، يشرب حليبهم ويجلس على كراسيهم ويستريح في أسرتهم.  تنتمي هذه النسخة إلى حكايات (Fox and Bear) المبكرة. قد يكون ساوذي اقتبس حكايته من هذه القصة، لكن البعض يؤكد أن القصة ظهرت مع ساوذي. 

## الاختلافات اللاحقة: غولديلوكس

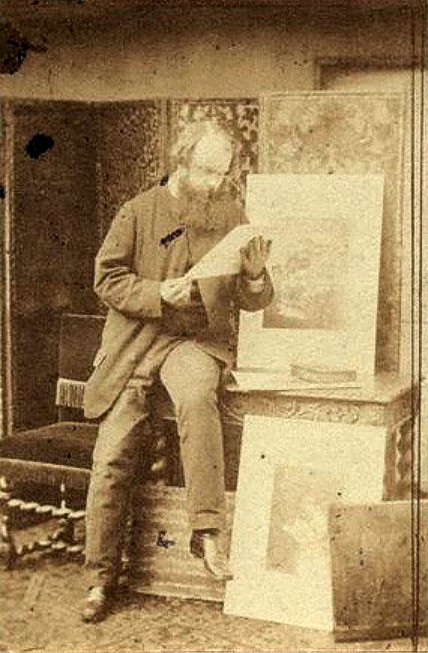
قام الكاتب والناشر المقيم في لندن جوزيف كوندال بتغيير الخصم من امرأة عجوز إلى فتاة

بعد مرور اثني عشر عامًا على نشر قصة ساوذي، حول جوزيف كوندال الخصم من امرأة عجوز قبيحة إلى فتاة صغيرة جميلة في كتابه من كتب المتعة للأطفال الصغار . وشرح أسباب ذلك في خطاب إهداء لأولاده، بتاريخ نوفمبر 1849.
لوحظ أنّ الأطفال يفضلون طفلًا جذابًا في القصة بدلاً من امرأة عجوز قبيحة. 

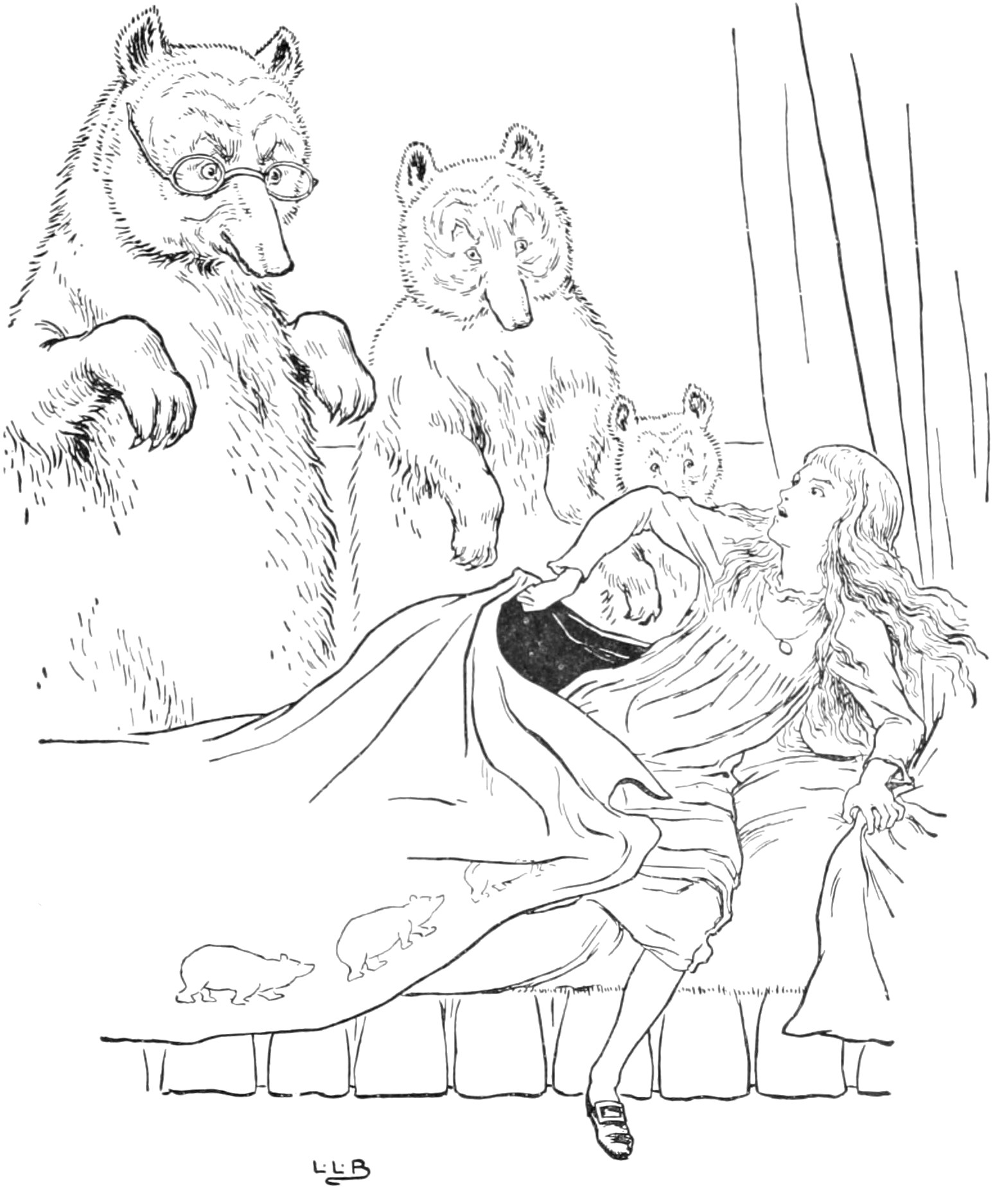
القبض على غولديلوكس في سرير الدب الصغير - ليونارد ليزلي بروك

يختلف مصير غولديلوكس في العديد من الروايات: في بعض النسخ، ركضت إلى الغابة، وفي بعضها تكاد أن تأكلها الدببة لكن والدتها تنقذها، وفي بعضها تعهدت بأن تكون طفلة جيدة، وفي بعضها تعود إلى المنزل. مهما كان مصيرها، فإن غولديلوكس أفضل حالًا من امرأة ساوذي العجوز المتشردة التي، في رأيه، تستحق قضاء فترة في دار التصحيح، وأفضل بكثير من امرأة إليانور مور المُسِنّة التي تم تعليقها على برج الكنيسة في ساحة كنيسة القديس بولس.
وقع تغيير في أسماء الدببة الثلاثة، حيث أصبح الأب والأم والدب الصغير،  وتقترح كاثرين بريجز أن التغيير وقع في عام 1878 مع حكايات مازر جوز التي نشرتها روتليدج.   مع نشر الحكاية من قبل «العمة فاني» في عام 1852، أصبحت الدببة عائلة في الرسوم التوضيحية للحكاية، ولكنها بقيت ثلاثة دببة عازبة في النص.
في نسخة (Dulcken) لعام 1858، الدببة الأكبر هما أخ وأخت، وأصدقاء للدب الصغير. يمثل هذا الترتيب تطور الدببة الذكور الثلاثة إلى عائلة مكونة من الأب والأم والطفل. في منشور كاليفورنيا. في عام 1860، أصبحت الدببة عائلة في كل من النصوص والرسوم التوضيحية: «الدب الأب العجوز، والدب الأم، والدب الصغير». في منشور روتليدج ج 1867، يُطلق على الأب اسم (Rough Bruin) والأم اسم (Mammy Muff)، والصغير اسم (Tiny). لسبب غير مفهوم، تُصوّر الرسوم التوضيحية الثلاثة على أنهم ذكور دببة.
في المنشورات التي صدرت بعد إصدار العمة فاني عام 1852، طلبت اللباقة الفيكتورية من المحررين أن يغيروا بعض التفاصيل. كان التأثير التراكمي للتغييرات العديدة التي طرأت على الحكاية منذ نشرها الأصلي هو تحويل قصة شفوية مخيفة إلى قصة عائلية مريحة. 

## التفسيرات

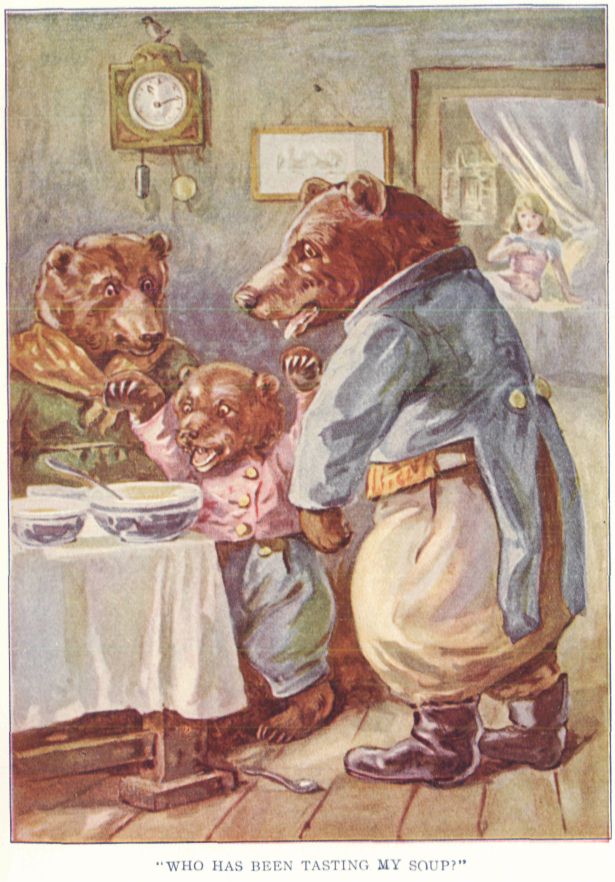
صورة توضيحية للدبب الثلاثة

تلاحظ ماريا تاتار، في كتابها (The Annotated Classic Fairy Tales) سنة 2002، أن حكاية ساوذي يُنظر إليها أحيانًا على أنها حكاية تحذيرية تقدم درسًا حول مخاطر التجول واستكشاف منطقة مجهولة. مثل «قصة الخنازير الثلاثة الصغيرة»، تستخدم القصة صيغًا متكررة لجذب انتباه الطفل ولتعزيز نقطة الأمان والمأوى.  تُشير تاتار إلى أن الحكاية يتم تأطيرها اليوم على أنها اكتشاف لما هو «صحيح تمامًا»، ولكن بالنسبة للأجيال السابقة، كانت حكاية عن متطفل لا يستطيع التحكم في نفسه عند مواجهة ممتلكات الآخرين.
سنة 1976، يصف عالم نفس الأطفال برونو بيتلهيم غولديلوكس بأنها «فقيرة وجميلة وساحرة»، وأشار إلى أن القصة لا تصفها بشكل إيجابي باستثناء شعرها. ناقش بيتلهيم الحكاية بشكل أساسي من حيث نضال غولديلوكس لتجاوز عقدة أوديب لمواجهة مشاكل هوية المراهقين.
من وجهة نظر بيتلهيم، فقد فشلت الحكاية في تشجيع الأطفال على «متابعة العمل الشاق لحل المشاكل التي تنشأ عند النمو»، ولا تنتهي كما ينبغي للحكايات الخرافية «بوعود السعادة المستقبلية التي تنتظر أولئك الذين أتقنوا وضعهم في أوديب كطفل». وهو يعتقد أن الحكاية هي قصة هروب تمنع الطفل من اكتساب النضج العاطفي.
تنتقد تتار آراء بيتيلهايم، حيث تقول: «ربما تكون قراءته مستثمرة للغاية في استغلال الحكايات الخيالية، أي تحويلها إلى مركبات تنقل الرسائل وتضع نماذج سلوكية للطفل. في حين أن القصة لا ترتبط بعقدة أوديب، أو المنافسة بين الأشقاء كما يعتقد بيتيلهايم، بل تشير إلى أهمية احترام الممتلكات والآثار المترتبة عن الاستيلاء على الأشياء التي لا تمتلكها.» 

## العناصر الأدبية
تستخدم القصة على نطاق واسع القاعدة الأدبية المكونة من ثلاثة أشخاص، والتي تضم ثلاثة كراسي وثلاثة أوعية من العصيدة وثلاثة أسِرة وشخصيات العنوان الثلاثة التي تعيش في المنزل. هناك أيضًا ثلاثة متواليات للدببة تكتشف بدورها أن شخصًا ما كان يأكل من ثريدهم، ويجلس على كراسيهم، وأخيراً، يرقد في أسِرتهم، وعند هذه النقطة يتم اكتشاف ذروة غولديلوكس. يأتي هذا بعد ثلاث متواليات سابقة من غولديلوكس، ففي كل مرة تجد الثالثة «مناسبة تمامًا». يصف المؤلف كريستوفر بوكر هذا بأن مسألة «الثلاثة الديالكتيكية»، حيث «الأول خطأ بطريقة ما والثاني بطريقة أخرى أو معاكسة، والثالث فقط، في الوسط، صحيح تمامًا». يتابع بوكر: «هذه الفكرة القائلة بأن الطريق إلى الأمام يكمن في إيجاد مسار وسط دقيق بين الأضداد لها أهمية غير عادية في سرد القصص». انتشر هذا المفهوم عبر العديد من التخصصات الأخرى، لا سيما علم النفس التنموي وعلم الأحياء والاقتصاد والهندسة حيث يطلق عليه «مبدأ الاعتدال».  في علم الفلك الكوكبي، يُشار إلى كوكب يدور حول شمسه على مسافة مناسبة تمامًا لوجود الماء السائل على سطحه، ليس شديد الحرارة ولا شديد البرودة، على أنه يقع في «منطقة المعتدل».

### المعلومات الكاملة للمراجع
- The Seven Basic Plots. Booker, Christopher (2005). "The Rule of Three". The Seven Basic Plots: Why We Tell Stories. Continuum International Publishing Group. ISBN:0-8264-5209-4. مؤرشف من الأصل في 2022-05-03.
- Briggs, Katherine Mary (2002) [1977]. British Folk Tales and Legends. روتليدج. ISBN:0-415-28602-6. مؤرشف من الأصل في 2021-01-22.
- "Coronet: Goldilocks and the Three Bears". أرشيف الإنترنت. مؤرشف من الأصل في 2022-12-02. اطلع عليه بتاريخ 2009-02-21.
- Curry, Charles Madison (1921). Children's Literature. Rand McNally & Company. ص. 179. مؤرشف من الأصل في 2022-08-07. three bears.
- "Disney: Goldilocks and the Three Bears". The Encyclopedia of Disney Animated Shorts. مؤرشف من الأصل في 2013-02-22. اطلع عليه بتاريخ 2009-02-21.
- Dorson, Richard Mercer (2001) [1968]. The British Folklorists. تايلور وفرانسيس. ISBN:0-415-20426-7. مؤرشف من الأصل في 2021-01-23.
- Elms, Alan C. (يوليو–سبتمبر 1977). ""The Three Bears": Four Interpretations". The Journal of American Folklore. ج. 90 ع. 357: 257–273. DOI:10.2307/539519. JSTOR:539519.
- "MGM: Goldilocks and the Three Bears". مؤرشف من الأصل في 2023-03-16. اطلع عليه بتاريخ 2010-11-12.
- Ober, Warren U. (1981). The Story of the Three Bears. Scholars Facsimiles & Reprints. ISBN:0-8201-1362-X.
- Opie, Iona؛ Opie, Peter (1992) [1974]. The Classic Fairy Tales. دار نشر جامعة أكسفورد. ISBN:0-19-211559-6. مؤرشف من الأصل في 2022-03-19.
- "Roald Dahl's Goldilocks (1997)". مؤرشف من الأصل في 2016-08-08. اطلع عليه بتاريخ 2009-01-03.
- Schultz, William Todd (2005). Handbook of Psychobiography. Oxford University Press. ISBN:0-19-516827-5. مؤرشف من الأصل في 2021-01-23.
- Seal, Graham (2001). Encyclopedia of Folk Heroes. أي بي سي-كليو. ISBN:1-57607-216-9. مؤرشف من الأصل في 2021-01-22.
- Tatar, Maria (2002). The Annotated Classic Fairy Tales. دار دبيلو دبليو نورتون وشركاؤه  [لغات أخرى]‏. ISBN:0-393-05163-3. مؤرشف من الأصل في 2021-01-22.{{استشهاد بكتاب}}:  صيانة الاستشهاد: علامات ترقيم زائدة (link)